# Kortsvansade bäverråttor
Kortsvansade bäverråttor (Geocapromys) är ett släkte gnagare i familjen bäverråttor med två arter som förekommer på öar i Västindien.

## Beskrivning
Arterna liknar råttor (Rattus) i utseende men är inte närmare släkt med dessa. Liksom andra bäverråttor har de ett jämförelsevis stort huvud. Den korta täta pälsen varierar i färgen mellan gulbrun, brun och svartaktig, undersidan är alltid ljusare. Den korta svansen saknar nästan hår, öronen är små och avrundade. Dessa djur når en kroppslängd mellan 33 och 45 centimeter samt en svanslängd av 3 till 6 centimeter, vikten ligger mellan 1 och 2 kilogram.
Kortsvansade bäverråttor är uteslutande aktiva på natten. De gömmer sig på dagen i naturliga håligheter eller i bon som byggts av andra djur. De har bra förmåga att klättra på träd eller klippor. Varje individ lever ensam men om de träffar varandra är de inte aggressiva. Födan utgörs främst av blad, bark och kvistar.
Honor kan para sig en eller två gångar per år och föder efter cirka 120 dagars dräktighet upp till tre ungar. Ungarna är typiska borymmare och äter redan några dagar efter födelsen fast föda.

## Arterna
Av fem beskrivna arter lever numera bara två, dessutom är tre utdöda arter kända:
- Geocapromys brownii förekommer endemisk på Jamaica. Under 1900-talet omvandlades stora delar av arten utbredningsområde till jordbruksmark. Den listas av IUCN som sårbar (vulnerable).
- Geocapromys ingrahami förekom antagligen på hela Bahamas men finns idag bara på ön East Plana Cay. Beståndet uppskattas vara 6 000 till 12 000 individer. Den räknas likaså som sårbar.
- Geocapromys thoracatus levde på Islas del Cisne (svanöarna) nära Honduras. Troligen bildades arten av andra kortsvansade bäverråttor som introducerades för 7000 till 5000 år sedan av indianerna på ögruppen. Fram till början av 1900-talet var populationen jämförelsevis stor. På grund av flera orkaner och införda rovdjur som katter dog de ut vid mitten av 1900-talet.
- Geocapromys columbianus och Geocapromys pleistocenicus förekom på Kuba och utrotades troligen genom människans jakt. G. columbianus fanns troligen kvar när européerna nådde ön och för G. pleistocenicus antas att den utrotades tidigare.